# 1432
Portal Geschichte | Portal Biografien | Aktuelle Ereignisse | Jahreskalender | Tagesartikel

◄ |
14. Jahrhundert |
15. Jahrhundert
| 16. Jahrhundert | ►

◄ |
1400er |
1410er |
1420er |
1430er
| 1440er | 1450er | 1460er | ►

◄◄ |
◄ |
1428 |
1429 |
1430 |
1431 |
1432
| 1433 | 1434 | 1435 | 1436 | ► | ►►
Staatsoberhäupter  · Nekrolog
| Januar | Januar | Januar | Januar | Januar | Januar | Januar | Januar |
| Kw     | Mo     | Di     | Mi     | Do     | Fr     | Sa     | So     |
| ------ | ------ | ------ | ------ | ------ | ------ | ------ | ------ |
| 1      |        | 1      | 2      | 3      | 4      | 5      | 6      |
| 2      | 7      | 8      | 9      | 10     | 11     | 12     | 13     |
| 3      | 14     | 15     | 16     | 17     | 18     | 19     | 20     |
| 4      | 21     | 22     | 23     | 24     | 25     | 26     | 27     |
| 5      | 28     | 29     | 30     | 31     |        |        |        |

| Februar | Februar | Februar | Februar | Februar | Februar | Februar | Februar |
| Kw      | Mo      | Di      | Mi      | Do      | Fr      | Sa      | So      |
| ------- | ------- | ------- | ------- | ------- | ------- | ------- | ------- |
| 5       |         |         |         |         | 1       | 2       | 3       |
| 6       | 4       | 5       | 6       | 7       | 8       | 9       | 10      |
| 7       | 11      | 12      | 13      | 14      | 15      | 16      | 17      |
| 8       | 18      | 19      | 20      | 21      | 22      | 23      | 24      |
| 9       | 25      | 26      | 27      | 28      | 29      |         |         |

| März | März | März | März | März | März | März | März |
| Kw   | Mo   | Di   | Mi   | Do   | Fr   | Sa   | So   |
| ---- | ---- | ---- | ---- | ---- | ---- | ---- | ---- |
| 9    |      |      |      |      |      | 1    | 2    |
| 10   | 3    | 4    | 5    | 6    | 7    | 8    | 9    |
| 11   | 10   | 11   | 12   | 13   | 14   | 15   | 16   |
| 12   | 17   | 18   | 19   | 20   | 21   | 22   | 23   |
| 13   | 24   | 25   | 26   | 27   | 28   | 29   | 30   |
| 14   | 31   |      |      |      |      |      |      |

| April | April | April | April | April | April | April | April |
| Kw    | Mo    | Di    | Mi    | Do    | Fr    | Sa    | So    |
| ----- | ----- | ----- | ----- | ----- | ----- | ----- | ----- |
| 14    |       | 1     | 2     | 3     | 4     | 5     | 6     |
| 15    | 7     | 8     | 9     | 10    | 11    | 12    | 13    |
| 16    | 14    | 15    | 16    | 17    | 18    | 19    | 20    |
| 17    | 21    | 22    | 23    | 24    | 25    | 26    | 27    |
| 18    | 28    | 29    | 30    |       |       |       |       |

| Mai | Mai | Mai | Mai | Mai | Mai | Mai | Mai |
| Kw  | Mo  | Di  | Mi  | Do  | Fr  | Sa  | So  |
| --- | --- | --- | --- | --- | --- | --- | --- |
| 18  |     |     |     | 1   | 2   | 3   | 4   |
| 19  | 5   | 6   | 7   | 8   | 9   | 10  | 11  |
| 20  | 12  | 13  | 14  | 15  | 16  | 17  | 18  |
| 21  | 19  | 20  | 21  | 22  | 23  | 24  | 25  |
| 22  | 26  | 27  | 28  | 29  | 30  | 31  |     |

| Juni | Juni | Juni | Juni | Juni | Juni | Juni | Juni |
| Kw   | Mo   | Di   | Mi   | Do   | Fr   | Sa   | So   |
| ---- | ---- | ---- | ---- | ---- | ---- | ---- | ---- |
| 22   |      |      |      |      |      |      | 1    |
| 23   | 2    | 3    | 4    | 5    | 6    | 7    | 8    |
| 24   | 9    | 10   | 11   | 12   | 13   | 14   | 15   |
| 25   | 16   | 17   | 18   | 19   | 20   | 21   | 22   |
| 26   | 23   | 24   | 25   | 26   | 27   | 28   | 29   |
| 27   | 30   |      |      |      |      |      |      |

| Juli | Juli | Juli | Juli | Juli | Juli | Juli | Juli |
| Kw   | Mo   | Di   | Mi   | Do   | Fr   | Sa   | So   |
| ---- | ---- | ---- | ---- | ---- | ---- | ---- | ---- |
| 27   |      | 1    | 2    | 3    | 4    | 5    | 6    |
| 28   | 7    | 8    | 9    | 10   | 11   | 12   | 13   |
| 29   | 14   | 15   | 16   | 17   | 18   | 19   | 20   |
| 30   | 21   | 22   | 23   | 24   | 25   | 26   | 27   |
| 31   | 28   | 29   | 30   | 31   |      |      |      |

| August | August | August | August | August | August | August | August |
| Kw     | Mo     | Di     | Mi     | Do     | Fr     | Sa     | So     |
| ------ | ------ | ------ | ------ | ------ | ------ | ------ | ------ |
| 31     |        |        |        |        | 1      | 2      | 3      |
| 32     | 4      | 5      | 6      | 7      | 8      | 9      | 10     |
| 33     | 11     | 12     | 13     | 14     | 15     | 16     | 17     |
| 34     | 18     | 19     | 20     | 21     | 22     | 23     | 24     |
| 35     | 25     | 26     | 27     | 28     | 29     | 30     | 31     |

| September | September | September | September | September | September | September | September |
| Kw        | Mo        | Di        | Mi        | Do        | Fr        | Sa        | So        |
| --------- | --------- | --------- | --------- | --------- | --------- | --------- | --------- |
| 36        | 1         | 2         | 3         | 4         | 5         | 6         | 7         |
| 37        | 8         | 9         | 10        | 11        | 12        | 13        | 14        |
| 38        | 15        | 16        | 17        | 18        | 19        | 20        | 21        |
| 39        | 22        | 23        | 24        | 25        | 26        | 27        | 28        |
| 40        | 29        | 30        |           |           |           |           |           |

| Oktober | Oktober | Oktober | Oktober | Oktober | Oktober | Oktober | Oktober |
| Kw      | Mo      | Di      | Mi      | Do      | Fr      | Sa      | So      |
| ------- | ------- | ------- | ------- | ------- | ------- | ------- | ------- |
| 40      |         |         | 1       | 2       | 3       | 4       | 5       |
| 41      | 6       | 7       | 8       | 9       | 10      | 11      | 12      |
| 42      | 13      | 14      | 15      | 16      | 17      | 18      | 19      |
| 43      | 20      | 21      | 22      | 23      | 24      | 25      | 26      |
| 44      | 27      | 28      | 29      | 30      | 31      |         |         |

| November | November | November | November | November | November | November | November |
| Kw       | Mo       | Di       | Mi       | Do       | Fr       | Sa       | So       |
| -------- | -------- | -------- | -------- | -------- | -------- | -------- | -------- |
| 44       |          |          |          |          |          | 1        | 2        |
| 45       | 3        | 4        | 5        | 6        | 7        | 8        | 9        |
| 46       | 10       | 11       | 12       | 13       | 14       | 15       | 16       |
| 47       | 17       | 18       | 19       | 20       | 21       | 22       | 23       |
| 48       | 24       | 25       | 26       | 27       | 28       | 29       | 30       |

| Dezember | Dezember | Dezember | Dezember | Dezember | Dezember | Dezember | Dezember |
| Kw       | Mo       | Di       | Mi       | Do       | Fr       | Sa       | So       |
| -------- | -------- | -------- | -------- | -------- | -------- | -------- | -------- |
| 49       | 1        | 2        | 3        | 4        | 5        | 6        | 7        |
| 50       | 8        | 9        | 10       | 11       | 12       | 13       | 14       |
| 51       | 15       | 16       | 17       | 18       | 19       | 20       | 21       |
| 52       | 22       | 23       | 24       | 25       | 26       | 27       | 28       |
| 1        | 29       | 30       | 31       |          |          |          |          |

| Januar | Januar | Januar | Januar | Januar | Januar | Januar | Januar |
| Kw     | Mo     | Di     | Mi     | Do     | Fr     | Sa     | So     |
| ------ | ------ | ------ | ------ | ------ | ------ | ------ | ------ |
| 1      |        | 1      | 2      | 3      | 4      | 5      | 6      |
| 2      | 7      | 8      | 9      | 10     | 11     | 12     | 13     |
| 3      | 14     | 15     | 16     | 17     | 18     | 19     | 20     |
| 4      | 21     | 22     | 23     | 24     | 25     | 26     | 27     |
| 5      | 28     | 29     | 30     | 31     |        |        |        |

| Februar | Februar | Februar | Februar | Februar | Februar | Februar | Februar |
| Kw      | Mo      | Di      | Mi      | Do      | Fr      | Sa      | So      |
| ------- | ------- | ------- | ------- | ------- | ------- | ------- | ------- |
| 5       |         |         |         |         | 1       | 2       | 3       |
| 6       | 4       | 5       | 6       | 7       | 8       | 9       | 10      |
| 7       | 11      | 12      | 13      | 14      | 15      | 16      | 17      |
| 8       | 18      | 19      | 20      | 21      | 22      | 23      | 24      |
| 9       | 25      | 26      | 27      | 28      | 29      |         |         |

| März | März | März | März | März | März | März | März |
| Kw   | Mo   | Di   | Mi   | Do   | Fr   | Sa   | So   |
| ---- | ---- | ---- | ---- | ---- | ---- | ---- | ---- |
| 9    |      |      |      |      |      | 1    | 2    |
| 10   | 3    | 4    | 5    | 6    | 7    | 8    | 9    |
| 11   | 10   | 11   | 12   | 13   | 14   | 15   | 16   |
| 12   | 17   | 18   | 19   | 20   | 21   | 22   | 23   |
| 13   | 24   | 25   | 26   | 27   | 28   | 29   | 30   |
| 14   | 31   |      |      |      |      |      |      |

| April | April | April | April | April | April | April | April |
| Kw    | Mo    | Di    | Mi    | Do    | Fr    | Sa    | So    |
| ----- | ----- | ----- | ----- | ----- | ----- | ----- | ----- |
| 14    |       | 1     | 2     | 3     | 4     | 5     | 6     |
| 15    | 7     | 8     | 9     | 10    | 11    | 12    | 13    |
| 16    | 14    | 15    | 16    | 17    | 18    | 19    | 20    |
| 17    | 21    | 22    | 23    | 24    | 25    | 26    | 27    |
| 18    | 28    | 29    | 30    |       |       |       |       |

| Mai | Mai | Mai | Mai | Mai | Mai | Mai | Mai |
| Kw  | Mo  | Di  | Mi  | Do  | Fr  | Sa  | So  |
| --- | --- | --- | --- | --- | --- | --- | --- |
| 18  |     |     |     | 1   | 2   | 3   | 4   |
| 19  | 5   | 6   | 7   | 8   | 9   | 10  | 11  |
| 20  | 12  | 13  | 14  | 15  | 16  | 17  | 18  |
| 21  | 19  | 20  | 21  | 22  | 23  | 24  | 25  |
| 22  | 26  | 27  | 28  | 29  | 30  | 31  |     |

| Juni | Juni | Juni | Juni | Juni | Juni | Juni | Juni |
| Kw   | Mo   | Di   | Mi   | Do   | Fr   | Sa   | So   |
| ---- | ---- | ---- | ---- | ---- | ---- | ---- | ---- |
| 22   |      |      |      |      |      |      | 1    |
| 23   | 2    | 3    | 4    | 5    | 6    | 7    | 8    |
| 24   | 9    | 10   | 11   | 12   | 13   | 14   | 15   |
| 25   | 16   | 17   | 18   | 19   | 20   | 21   | 22   |
| 26   | 23   | 24   | 25   | 26   | 27   | 28   | 29   |
| 27   | 30   |      |      |      |      |      |      |

| Juli | Juli | Juli | Juli | Juli | Juli | Juli | Juli |
| Kw   | Mo   | Di   | Mi   | Do   | Fr   | Sa   | So   |
| ---- | ---- | ---- | ---- | ---- | ---- | ---- | ---- |
| 27   |      | 1    | 2    | 3    | 4    | 5    | 6    |
| 28   | 7    | 8    | 9    | 10   | 11   | 12   | 13   |
| 29   | 14   | 15   | 16   | 17   | 18   | 19   | 20   |
| 30   | 21   | 22   | 23   | 24   | 25   | 26   | 27   |
| 31   | 28   | 29   | 30   | 31   |      |      |      |

| August | August | August | August | August | August | August | August |
| Kw     | Mo     | Di     | Mi     | Do     | Fr     | Sa     | So     |
| ------ | ------ | ------ | ------ | ------ | ------ | ------ | ------ |
| 31     |        |        |        |        | 1      | 2      | 3      |
| 32     | 4      | 5      | 6      | 7      | 8      | 9      | 10     |
| 33     | 11     | 12     | 13     | 14     | 15     | 16     | 17     |
| 34     | 18     | 19     | 20     | 21     | 22     | 23     | 24     |
| 35     | 25     | 26     | 27     | 28     | 29     | 30     | 31     |

| September | September | September | September | September | September | September | September |
| Kw        | Mo        | Di        | Mi        | Do        | Fr        | Sa        | So        |
| --------- | --------- | --------- | --------- | --------- | --------- | --------- | --------- |
| 36        | 1         | 2         | 3         | 4         | 5         | 6         | 7         |
| 37        | 8         | 9         | 10        | 11        | 12        | 13        | 14        |
| 38        | 15        | 16        | 17        | 18        | 19        | 20        | 21        |
| 39        | 22        | 23        | 24        | 25        | 26        | 27        | 28        |
| 40        | 29        | 30        |           |           |           |           |           |

| Oktober | Oktober | Oktober | Oktober | Oktober | Oktober | Oktober | Oktober |
| Kw      | Mo      | Di      | Mi      | Do      | Fr      | Sa      | So      |
| ------- | ------- | ------- | ------- | ------- | ------- | ------- | ------- |
| 40      |         |         | 1       | 2       | 3       | 4       | 5       |
| 41      | 6       | 7       | 8       | 9       | 10      | 11      | 12      |
| 42      | 13      | 14      | 15      | 16      | 17      | 18      | 19      |
| 43      | 20      | 21      | 22      | 23      | 24      | 25      | 26      |
| 44      | 27      | 28      | 29      | 30      | 31      |         |         |

| November | November | November | November | November | November | November | November |
| Kw       | Mo       | Di       | Mi       | Do       | Fr       | Sa       | So       |
| -------- | -------- | -------- | -------- | -------- | -------- | -------- | -------- |
| 44       |          |          |          |          |          | 1        | 2        |
| 45       | 3        | 4        | 5        | 6        | 7        | 8        | 9        |
| 46       | 10       | 11       | 12       | 13       | 14       | 15       | 16       |
| 47       | 17       | 18       | 19       | 20       | 21       | 22       | 23       |
| 48       | 24       | 25       | 26       | 27       | 28       | 29       | 30       |

| Dezember | Dezember | Dezember | Dezember | Dezember | Dezember | Dezember | Dezember |
| Kw       | Mo       | Di       | Mi       | Do       | Fr       | Sa       | So       |
| -------- | -------- | -------- | -------- | -------- | -------- | -------- | -------- |
| 49       | 1        | 2        | 3        | 4        | 5        | 6        | 7        |
| 50       | 8        | 9        | 10       | 11       | 12       | 13       | 14       |
| 51       | 15       | 16       | 17       | 18       | 19       | 20       | 21       |
| 52       | 22       | 23       | 24       | 25       | 26       | 27       | 28       |
| 1        | 29       | 30       | 31       |          |          |          |          |

## Ereignisse

### Politik und Weltgeschehen

#### Westeuropa
- April: Yusuf IV., der kastilienfreundliche Emir von Granada aus der Dynastie der Nasriden, fällt einem Mordanschlag zum Opfer. Sein von ihm gestürzter Vorgänger Muhammad IX. folgt ihm wieder auf den Thron und führt seinen Kampf gegen das Königreich Kastilien fort.
- An der Stelle des heutigen Povoação beginnt fünf Jahre nach der ersten Landung die Besiedelung der Azoreninsel São Miguel durch die Portugiesen.

#### Republik Venedig
- Nach einer Niederlage im Vorjahr gegen das Herzogtum Mailand wird der Condottiere Carmagnola vor den Rat der Zehn geladen, weil seine Gegner in der Republik Venedig ihn des Verrats verdächtigen. Nach Erpressung eines Geständnisses unter der Folter wird der ehemalige Feldherr Filippo Maria Viscontis zum Tode verurteilt und am 5. Mai durch öffentliche Enthauptung hingerichtet. Eine tatsächliche Schuld kann ihm nie nachgewiesen werden.

#### Heiliges Römisches Reich
- 24./25. April: Während der Hussitenkriege überfallen Hussiten die Stadt Altlandsberg und brennen sie nieder. Vermutlich aus dieser Zeit stammt der nahezu 7500 Münzen umfassende Münzschatz von Altlandsberg.
- 2. Juni: Gerhard VII. von Schleswig, Graf von Holstein heiratet Agnes von Baden, die Tochter des Markgrafen Bernhard I. von Baden. Gerhard und sein Bruder und Mitregent Adolf VIII. wollen sich auf diese Weise Unterstützung im Krieg gegen Dänemark sichern. Die Ehe wird offiziell aber erst am 5. Oktober vollzogen.
- November: Hussiteneinfälle ins Mühlviertel: Stift Waldhausen und Stift Baumgartenberg werden ein zweites Mal verwüstet. Als Folge werden erstmals Wehrordnungen für Österreich und die Steiermark erlassen, die in einigen Punkten das Vorbild der hussitischen Militärorganisation erkennen lassen.

#### Osteuropa und Levante
- 3. Januar: Iliaș I. folgt seinem Vater Alexandru cel Bun nach dessen Tod als Fürst von Moldau.
- Johann II. wird nach dem Tod seines Vaters Janus König von Zypern, sowie Titularkönig von Jerusalem und Armenien.
- Die Union von Grodno ist eine weitere Polnisch-Litauische Union, die auf der Burg Grodno geschlossen wird.

#### Asien
- Konekham, König des laotischen Königreichs Lan Xang, wird auf Befehl seiner Tante Keo Phim Fa in Kokrua ermordet. Ihm folgt sein Bruder Khamtam auf den Thron, der jedoch bald aus Angst um sein Leben flieht und sich nach Pak Huei Luang zurückzieht. Neuer Herrscher wird sein ältester Bruder Lue Sai, der zunächst bei der Thronfolge übergangen worden ist.
- Borommaracha II., König des siamesischen Reiches von Ayutthaya, erobert Angkor.

#### Stadtrechte und urkundliche Ersterwähnungen
- Die Stadt Luzk erhält von König Jogaila das Magdeburger Recht, das die tätige Mittelklasse – die Bürger – meist Handwerker und Kaufleute – privilegiert. Das Magdeburger Recht stärkt und regelt die Rechte und Pflichten des Kleinbürgertums. Als Zentrum all dieser Prozesse dient der Marktplatz, weil die Repräsentanz des Magdeburger Rechtes hier ihren Sitz hat.

### Wissenschaft und Technik
- Die Universität von Caen wird gegründet.
- Sevenoaks School wird gegründet, die älteste allgemeinbildende Schule Englands.
- In Landau in der Pfalz wird eine Lateinschule gegründet, auf die das spätere Eduard-Spranger-Gymnasium zurückgeht.

### Kultur
- Die von Leontios Machairas im zypriotischen Dialekt des Mittelalters verfasste Chronik endet mit dem Tod des Janus.
- 1432 oder 1435: Jan van Eyck vollendet den Genter Altar, einen Flügelaltar, der in der Genter St.-Bavo-Kathedrale aufgestellt wird. Die Mitwirkung von Jans Bruder Hubert van Eyck ist umstritten.

### Religion
- 4. Juli: Iban von Rothenstein wird Abt im Kloster Wessobrunn in Bayern.
- Geschichte der Beginen in Geldern: Das Hülser-Kloster in Geldern wird als Beginenkloster gegründet. Überliefert ist die Gründung des Klosters durch drei tugendhafte Jungfrauen, um dort ein frommes Leben nach der dritten Regel des heiligen Franz von Assisi zu führen. Namensgebend sind die Eheleute Jacob und Margarete In gen Hüls, von welchen das Grundstück erworben worden ist.
- Das Kloster La Charité in Burgund wird vom Zisterzienserorden übernommen.

## Historische Karten und Ansichten

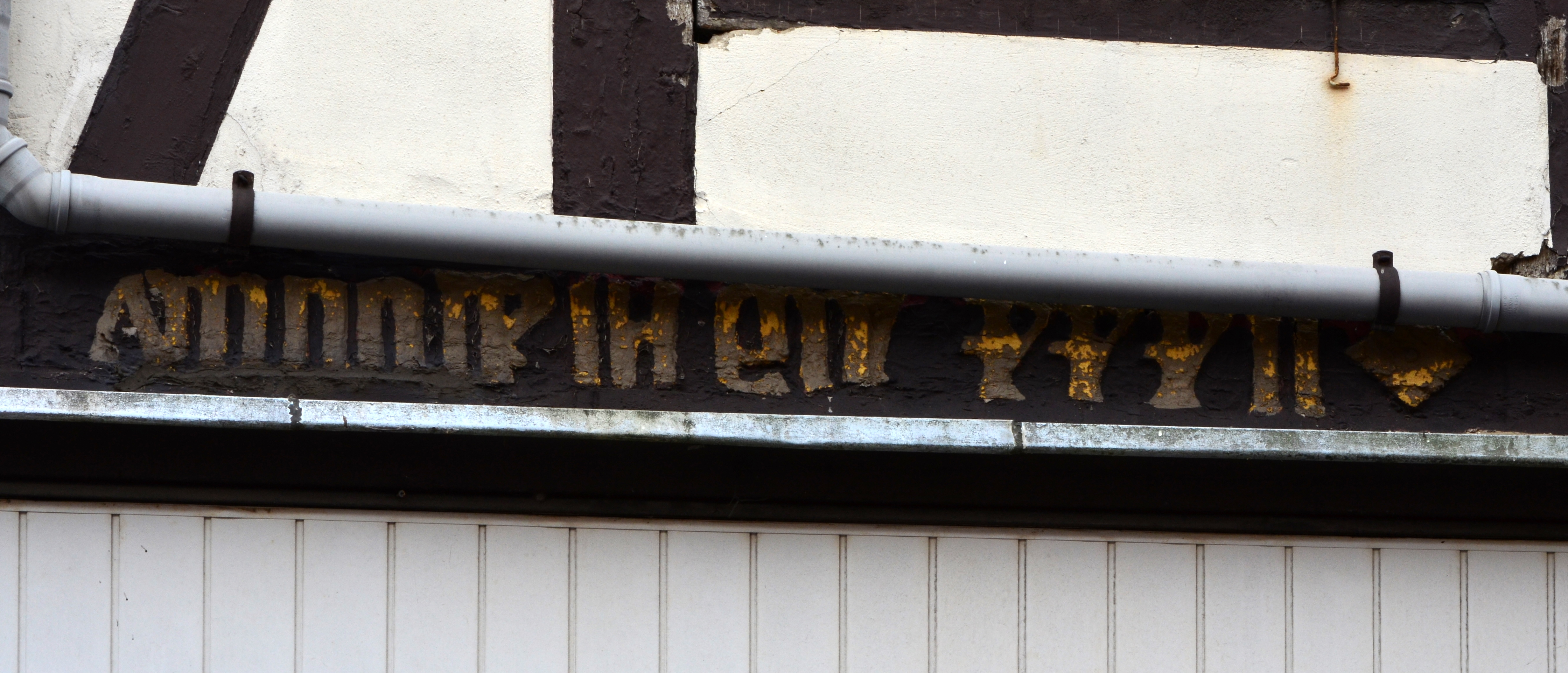
Jahresangabe „Anno d[omi]ni m cccc xxxii“ (= 1432) auf der Nordseite von Ackerhof 2 in Braunschweig

## Geboren

### Geburtsdatum gesichert

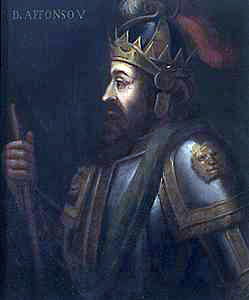
Alfons V., der Afrikaner

- 15. Januar: Afonso V., König von Portugal († 1481)
- 1. März: Isabel, Königin von Portugal († 1455)
- 2. März: Margarethe von Pfalz-Mosbach, Gräfin von Hanau († 1457)

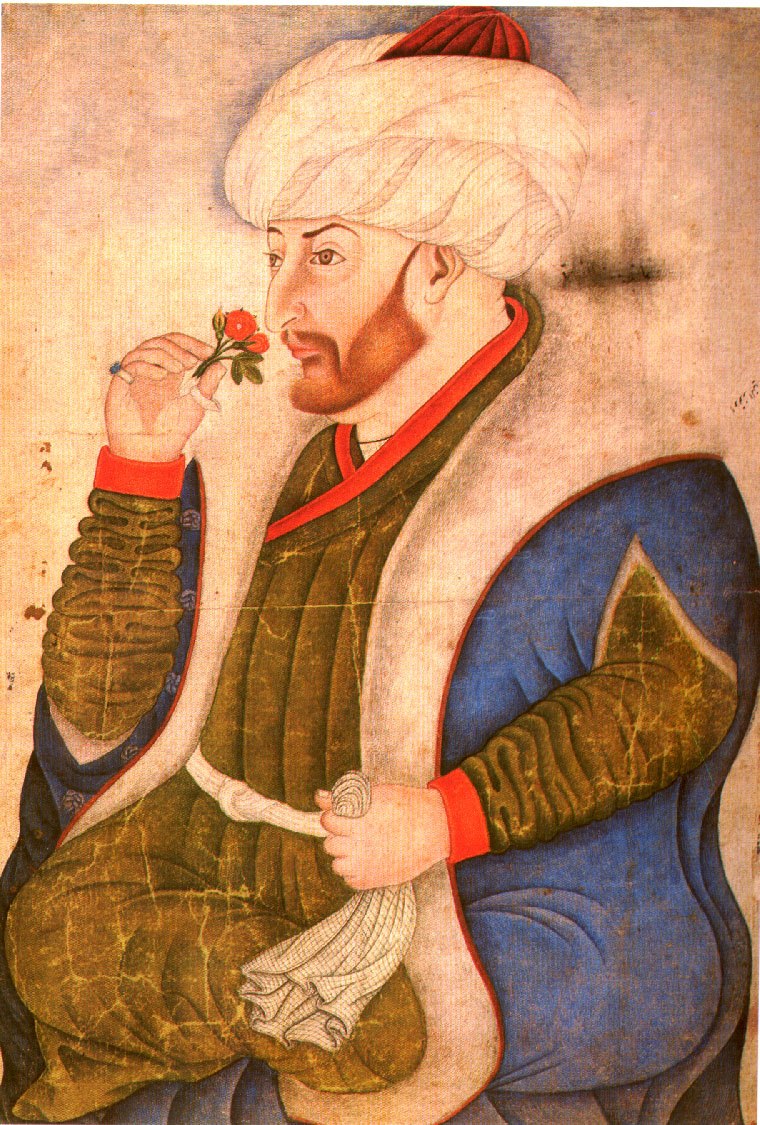
Mehmet II.

- 30. März: Mehmed II., Sultan des Osmanischen Reiches, erobert 1453 Konstantinopel († 1481)
- 12. April: Anna von Österreich, österreichische Prinzessin, Herzogin von Sachsen und Luxemburg († 1462)

### Genaues Geburtsdatum unbekannt
- Diogo de Azambuja, portugiesischer Seefahrer und Entdecker († 1518)
- Pedro Luis de Borja, valencianischer Adeliger aus dem Hause Borgia († 1458)
- Sigismondo de’ Conti, italienischer Humanist, Historiker und päpstlicher Sekretär († 1512)
- Hans Bernhard von Eptingen, deutscher Adeliger, Pilger und Ritter († 1484)
- Giovanni Battista Cibo, unter dem Namen Innozenz VIII. Papst († 1492)
- Giuliano da Maiano, italienischer Architekt, Bildhauer und Kunstschreiner († 1490)
- Lachen Künga Gyeltshen, Gelehrter der Kadam-Tradition des tibetischen Buddhismus († 1506)
- Gongkar Künga Namgyel, Gründer der Sakya-Unterschule der Gongkar-Tradition des tibetischen Buddhismus und des Klosters Gongkar Chöde († 1496)
- Ōta Dōkan, japanischer Samurai und Burgherr († 1486)
- Luigi Pulci, Florentiner Dichter († 1484)
- Ulrich Varnbüler, Reichsvogt und Bürgermeister in St. Gallen († 1496)
- Theda, Regentin der Grafschaft Ostfriesland († 1494)

### Geboren um 1432
- Alvise Cadamosto, auch genannt Ca' da Mosto, italienischer Seefahrer und Entdecker im Dienste Portugals († 1488)
- Walter Devereux, englischer Adeliger und Militär († 1485)
- John Grey of Groby, englischer Ritter

## Gestorben

### Januar bis Mai

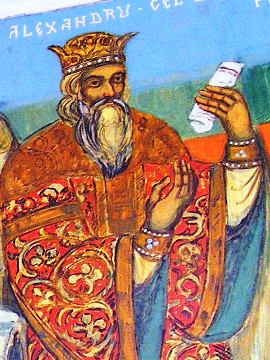
Alexandru cel Bun, Fresko im Kloster Neamț

- 3. Januar: Alexandru cel Bun, Herrscher des Fürstentums Moldau
- 2. Februar: Elisabetta Visconti, Herzogin von Bayern-München (* 1374)

- 4. März: Peter II. Pienzenauer, Reichsprälat und Probst des Klosterstifts Berchtesgaden
- 23. März: Ernst Auer von Herrenkirchen, Bischof von Gurk

- April: Yusuf IV., Sultan von Granada
- 5. Mai: Carmagnola, italienischer Feldherr (* um 1390)
- 22. Mai: Agnes von Nürnberg, Äbtissin des Klosters Hof (* 1366)
- 22. Mai: Johann von Venningen, deutscher Reichsritter, Hofmeister am kurpfälzischen Hof in Heidelberg
- 29. Mai: Johannes Holt, deutscher Theologe, Hochschullehrer und Domherr

### Juni bis Dezember
- 13. Juni: Uko Fockena, ostfriesischer Häuptling des Moormerlandes und des Emsigerlandes (* um 1408)

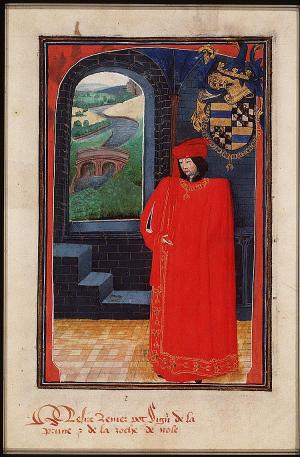
Régnier Pot Im Wappen- und Statutenbuch des Ordens vom Goldenen Vlies

- kurz vor Juli: Régnier Pot, burgundischer Ritter (* um 1342)
- vor dem 2. Juli: Arnold de Lantins, franko-flämischer Komponist und Sänger der frühen Renaissance (* vor 1400)

- 10. August: Hans von Burghausen, deutscher Baumeister (* um 1350/60)
- 24. September: Jean de Bertrand, Bischof von Genf und Erzbischof von Tarentaise (* im 14. Jahrhundert)
- 27. September: Guillaume de Montfort, Bischof von Saint-Malo
- 29. September: Antoine de Toulongeon, französischer Adliger, Generalgouverneur von Burgund (* 1385)
- 19. Oktober: John Mowbray, englischer Adliger, 2. Duke of Norfolk (* 1392)

### Genaues Todesdatum unbekannt
- Gyeltshab Je, bedeutender Autor und Lama der Gelug-Schule des tibetischen Buddhismus (* 1364)
- Janus, König von Zypern (* 1375)
- Konekham, Herrscher des laotischen Königreichs von Lan Xang
- Johann Městecký von Opočno, böhmischer Adeliger, Kriegsherr und Raubritter
- Sharif Ali, Sultan von Brunei
- André de Toulongeon, französischer Adliger, Großstallmeister von Frankreich (* 1390)

### Gestorben um 1432
- 1432/33: Khamtam, Herrscher des laotischen Königreichs Lan Xang